# E265

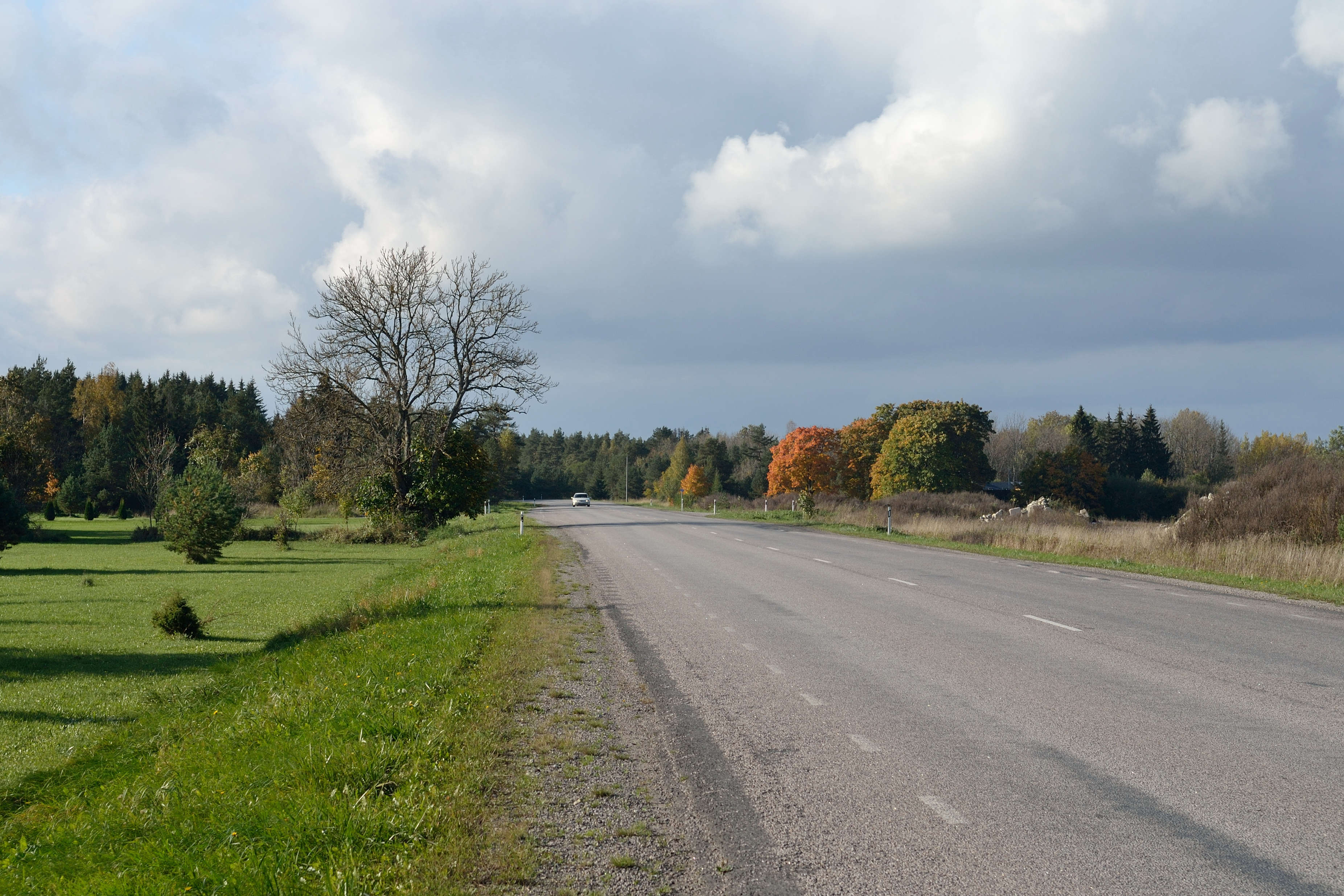
E265 nära byn Valkse

E265 är en europaväg som går följande sträckning:
Kapellskär – (färja Sverige-Estland) – Paldiski – Tallinn
Sträckan är (på land) 60 kilometer lång och går i Estland. Dessutom ingår färjan Kapellskär – Paldiski, mellan Sverige och Estland, men ingen landsträcka i Sverige.
Vägen ansluter till E18 i Kapellskär och går från Paldiski runt Tallinn, korsar E67 och slutar vid E20 (öster om Tallinn). Det är inte sannolikt att den är skyltad i Sverige.
Vägen föreslogs för UNECE augusti 2008 av Estlands regering. Vägen godkändes av UNECE:s arbetsgrupp för vägtrafik 31 oktober 2008. På mötet meddelades också Sveriges regerings godkännande, vilket dröjt lite innan. Beslutet har inte överklagats utan det har trätt ikraft hos FN 14 januari 2010.